# 贾君 (春秋)
贾君，春秋时期晋国女性人物。

## 生平
前650年，晋惠公回国继承君位的时候，他姐姐、秦穆公的夫人穆姬把贾君嘱托给他，还对他说：“把流亡的群公子们都接回国内。”结果晋惠公回国后，和贾君通奸，又不接纳公子们回国，由此穆姬就怨恨他。

## 身份
杜预《春秋經傳集解》认为她是晋献公次妃。但《左传·庄公二十八年》记载晋献公娶妻于贾国，无子，则贾氏是献公正妃、惠公嫡母，穆姬为何相托，又与惠公相差二三十岁，二人通奸不合情理。唐固、惠栋、洪亮吉则认为贾君是太子申生之妻。章太炎《左传读》则认为宋襄公夫人王姬、夏徵舒之母夏姬，例如贾妃，老而复壮。